# Настоящие листоблошки

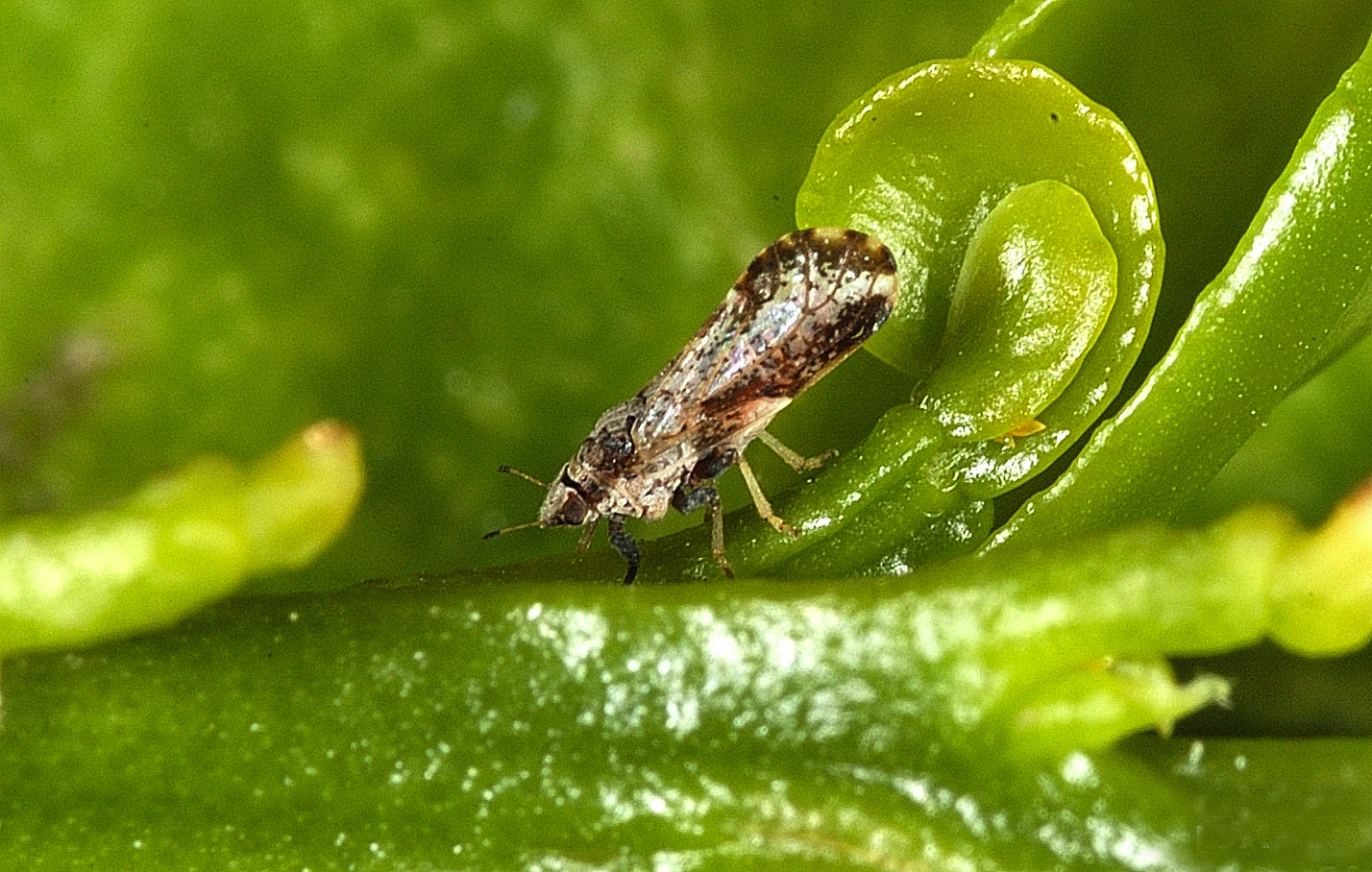
Diaphorina citri

Настоящие листоблошки, или псиллиды (устар. «травяные блохи», лат. Psyllidae), — семейство мелких насекомых из отряда полужесткокрылых (Hemiptera). Насчитывает около 1100 видов, объединяемых в 59 родов. В Европе — около 200 видов.

## Описание
Около 1—5 мм в длину. Внешне похожи на цикадок. Некоторые из них вредят садовым культурам. Питаются соками растений, большую часть которых не усваивают и выделяют вместе с сахарами. Поэтому листоблошек, как и тлей, часто посещают муравьи. Некоторые листоблошки могут выделять восковые нити для защиты от потери влаги. Особенно часто это делается в личиночной стадии. Тропические виды могут образовывать галлы на листьях. Вредят культурным растениям.

## Классификация
59 родов и 1100 видов (включая около 460 видов крупнейшего рода Cacopsylla).

### Известные виды
- Грушевая медяница (Psylla pyricola)
- Ольховая листоблошка (Psylla alni) — выделяет восковые нити на ольхе;
- Яблонная медяница (Cacopsylla mali)

## Охрана
В Международную Красную книгу МСОП внесён вид Acizzia mccarthyi.